# Directors Guild of America Award de la meilleure réalisation pour un film
Le Directors Guild of America Award de la meilleure réalisation pour un film (Directors Guild of America Award for Outstanding Directorial Achievement in Feature Film) est un prix remit depuis 1949 par la Directors Guild of America (nommée jusqu'en 1960 la Screen Directors Guild) durant ses prix annuels.
C'est le prix le plus ancien de la guilde, qui avait un conflit avec l'Academy of Motion Picture Arts and Sciences et qui souhaitait s'en démarquer.
Le prix est souvent vu comme un indicateur pour les Oscars (sauf pour les trois premières cérémonies qui avaient lieu après les Oscars) du fait que le palmarès des DGA Awards s'en écarte très rarement.
Jusqu'en 1970, le prix appliquait une présélection avant les nominations, les films recalés avant les nominations sont dits du trimestre, puis intitulés finalistes.

## Palmarès
Le symbole «♛» indique le réalisateur lauréat de l'Oscar du meilleur réalisateur la même année.

### Années 1940/1950
- 1949 : Joseph L. Mankiewicz – Chaînes conjugales (A Letter to Three Wives) ♛
  - Howard Hawks – La Rivière rouge (Red River)
  - Anatole Litvak – La Fosse aux serpents (The Snake Pit)
  - Fred Zinnemann – Les Anges marqués (The Search)
- 1950 : Robert Rossen – Les Fous du roi (All the King's Men)
  - Carol Reed – Le Troisième Homme (The Third Man)
  - Mark Robson – Le Champion (Champion)
  - Alfred L. Werker – Frontières oubliées (Lost Boundaries)
- 1951 : Joseph L. Mankiewicz – Ève (All About Eve) ♛
  - John Huston – Quand la ville dort (The Asphalt Jungle)
  - Vincente Minnelli – Allons donc, papa ! (Father's Little Dividend)
  - Billy Wilder – Boulevard du crépuscule (Sunset Boulevard)
- 1952 : George Stevens – Une place au soleil (A Place in the Sun) ♛
  - László Benedek – Mort d'un commis voyageur (Death of a Salesman)
  - Michael Gordon – Cyrano de Bergerac
  - Elia Kazan – Un tramway nommé Désir (A Streetcar Named Desire)
  - Henry King – David et Bethsabée (David and Bathsheba)
  - Mervyn LeRoy – Quo Vadis
  - Anatole Litvak – Le Traître (Decision Before Dawn)
  - George Sidney – Show Boat
  - Richard Thorpe – Le Grand Caruso (The Great Caruso)
  - William Wyler – Histoire de détective (Detective Story)
    - Films du trimestre :
      - Alfred Hitchcock – L'Inconnu du Nord-Express (Strangers on a Train)
      - Vincente Minnelli – Un Américain à paris (An American in Paris)
- 1953 : John Ford – L'Homme tranquille (The Quiet Man) ♛
  - George Cukor – Mademoiselle Gagne-Tout (Pat and Mike)
  - Michael Curtiz – La Femme de mes rêves (I'll See You in My Dreams)
  - Cecil B. DeMille – Sous le plus grand chapiteau du monde (The Greatest Show on Earth)
  - Stanley Donen et Gene Kelly – Chantons sous la pluie (Singin' in the Rain)
  - Hugo Fregonese – Mes six forçats (My Six Convicts)
  - Howard Hawks – La Captive aux yeux clairs (The Big Sky)
  - Elia Kazan – Viva Zapata !
  - Henry King – Les Neiges du Kilimandjaro (The Snows of Kilimanjaro)
  - Akira Kurosawa – Rashōmon (羅生門)
  - Albert Lewin – Pandora (Pandora and the Flying Dutchman)
  - Vincente Minnelli – Les Ensorcelés (The Bad and the Beautiful)
  - George Sidney – Scaramouche
  - Richard Thorpe – Ivanhoé
  - Charles Vidor – Hans Christian Andersen et la Danseuse (Hans Christian Andersen)
    - Films du trimestre :
      - Charles Crichton – De l'or en barre (The Lavender Hill Mob)
      - Joseph Mankiewicz – L'Affaire Cicéron (Five Fingers)
      - Fred Zinnemann – Le train sifflera trois fois (High Noon)
- 1954 : Fred Zinnemann – Tant qu'il y aura des hommes (From Here to Eternity) ♛
  - Melvin Frank – Le Grand Secret (Above and Beyond)
  - Henry Koster – La Tunique (The Robe)
  - Walter Lang – Appelez-moi Madame (Call Me Madam)
  - Joseph L. Mankiewicz – Jules César (Julius Caesar)
  - Daniel Mann – Reviens petite Sheba (Come Back, Little Sheba)
  - Jean Negulesco – Titanic
  - George Sidney – La Reine vierge (Young Bess)
    - Films du trimestre :
      - George Stevens – L'Homme des vallées perdues (Shane)
      - Charles Walters – Lili
      - Billy Wilder – Stalag 17
      - William Wyler – Vacances romaines (Roman Holiday)
- 1955 : Elia Kazan – Sur les quais (On the Waterfront) ♛
  - George Cukor – Une étoile est née (A Star Is Born)
  - Edward Dmytryk – Ouragan sur le Caine (The Caine Mutiny)
  - Stanley Donen – Les Sept Femmes de Barbe-Rousse (Seven Brides for Seven Brothers)
  - Melvin Frank et Norman Panama – Un grain de folie (Knock on Wood)
  - Samuel Fuller – Le Démon des eaux troubles (Hell and High Water)
  - Henry King – Capitaine King (King of the Khyber Rifles)
  - Anthony Mann – Romance inachevée (The Glenn Miller Story)
  - Jean Negulesco – La Fontaine des amours (Three Coins in the Fountain)
  - Don Siegel – Les Révoltés de la cellule 11 (Riot in Cell Block 11)
  - Robert Wise – La Tour des ambitieux (Executive Suite)
    - Films du trimestre :
      - Alfred Hitchcock – Fenêtre sur cour (Rear Window)
      - George Seaton – Une fille de la province (The Country Girl)
      - William Wellman – Écrit dans le ciel (The High and the Mighty)
      - Billy Wilder – Sabrina
- 1956 : Delbert Mann – Marty ♛
  - Richard Brooks – Graine de violence (Blackboard Jungle)
  - John Ford – Ce n'est qu'un au revoir (The Long Gray Line)
  - Henry Koster – Au service des hommes (A Man Called Peter)
  - Daniel Mann – La Rose tatouée (The Rose Tattoo)
  - Mark Robson – Les Ponts de Toko-Ri (The Bridges at Toko-Ri)
  - Charles Vidor – Les Pièges de la passion (Love Me or Leave Me)
  - Billy Wilder – Sept Ans de réflexion (The Seven Year Itch)
    - Films du trimestre :
      - Elia Kazan – À l'est d'Éden (East of Eden)
      - Joshua Logan – Picnic
      - John Sturges – Un homme est passé (Bad Day at Black Rock)
- 1957 : George Stevens – Géant (Giant) ♛
  - Michael Anderson – Le Tour du monde en quatre-vingts jours (Around the World in 80 Days)
  - John Huston – Moby Dick
  - Joshua Logan – Arrêt d'autobus (Bus Stop)
  - Daniel Mann – La Petite Maison de thé (Teahouse of the August Moon)
  - King Vidor – Guerre et Paix (War and Peace)
  - Robert Wise – Marqué par la haine (Somebody Up There Likes Me)
  - William Wyler – La Loi du Seigneur (Friendly Persuasion)
    - Films finalistes :
      - John Ford – La Prisonnière du désert (The Searchers)
      - Alfred Hitchcock – Mais qui a tué Harry ? (The Trouble with Harry)
      - Nunnally Johnson – L'Homme au complet gris (The Man in the Gray Flannel Suit)
      - Henry King – Carousel
      - Walter Lang – Le Roi et moi (The King and I)
      - Carol Reed – Trapèze (Trapeze)
      - Robert Rossen – Alexandre le Grand (Alexander the Great)
      - Roy Rowland – Viva Las Vegas (Meet Me in Las Vegas)
      - George Sidney – Tu seras un homme, mon fils (The Eddy Duchin Story)
- 1958 : David Lean – Le Pont de la rivière Kwaï (The Bridge on the River Kwai) ♛
  - George Cukor – Les Girls
  - Stanley Donen – Drôle de frimousse (Funny Face)
  - José Ferrer – The Great Man
  - John Huston – Dieu seul le sait (Heaven Knows, Mr. Allison)
  - Elia Kazan – Un homme dans la foule (A Face in the Crowd)
  - Stanley Kramer – Orgueil et Passion (The Pride and the Passion)
  - Anthony Mann – Cote 465 (Men in War)
  - Leo McCarey – Elle et lui (An Affair to Remember)
  - Robert Mulligan – Prisonnier de la peur (Fear Strikes Out)
  - John Sturges – Règlements de comptes à OK Corral (Gunfight at the O.K. Corral)
  - Fred Zinnemann – Une poignée de neige (A Hatful of Rain)
    - Films finalistes :
      - Joshua Logan – Sayonara
      - Sidney Lumet – Douze Hommes en colère (Twelve Angry Men)
      - Mark Robson – Les Plaisirs de l'enfer (Peyton Place)
      - Billy Wilder – Témoin à charge (Witness for the Prosecution)
- 1959 : Vincente Minnelli – Gigi ♛
  - George Abbott et Stanley Donen – Cette satanée Lola (Damn Yankees!)
  - Richard Brooks – Les Frères Karamazov (The Brothers Karamazov)
  - Delmer Daves – Cow-boy (Cowboy)
  - Edward Dmytryk – Le Bal des maudits (The Young Lions)
  - Richard Fleischer – Les Vikings (The Vikings)
  - Alfred Hitchcock – Sueurs froides (Vertigo)
  - Martin Ritt – Les Feux de l'été (The Long, Hot Summer)
  - George Seaton – Le Chouchou du professeur (Teacher's Pet)
  - William Wyler – Les Grands Espaces (The Big Country)
    - Films finalistes :
      - Stanley Kramer – La Chaîne (The Defiant Ones)
      - Mark Robson – L'Auberge du sixième bonheur (The Inn of The Sixth Happiness)
      - Robert Wise – Je veux vivre ! (I Want to Live!)

### Années 1960
- 1960 : William Wyler – Ben-Hur ♛
  - Charles Barton – Quelle vie de chien ! (The Shaggy Dog)
  - Frank Capra – Un trou dans la tête (A Hole in the Head)
  - Richard Fleischer – Le Génie du mal (Compulsion)
  - John Ford – Les Cavaliers (The Horse Soldiers)
  - Howard Hawks – Rio Bravo
  - Alfred Hitchcock – La Mort aux trousses (North by Northwest)
  - Leo McCarey – La Brune brûlante (Rally Round the Flag, Boys!)
  - Douglas Sirk – Mirage de la vie (Imitation of Life)
    - Films finalistes :
      - Otto Preminger – Autopsie d'un meurtre (Anatomy of a Murder)
      - George Stevens – Le Journal d'Anne Frank (The Diary of Anne Frank)
      - Billy Wilder – Certains l'aiment chaud (Some Like It Hot)
      - Fred Zinnemann – Au risque de se perdre (The Nun's Story)
- 1961 : Billy Wilder – La Garçonnière (The Apartment) ♛
  - Richard Brooks – Elmer Gantry le charlatan (Elmer Gantry)
  - Vincent J. Donehue – Sunrise at Campobello
  - Lewis Gilbert – Coulez le Bismarck ! (Sink the Bismarck!)
  - Walter Lang – Can-Can
  - Delbert Mann – The Dark at the Top of the Stairs
  - Carol Reed – Notre agent à La Havane (Our Man in Havana)
  - Alain Resnais – Hiroshima mon amour
  - Charles Walters – Ne mangez pas les marguerites (Please Don't Eat the Daisies)
    - Films finalistes :
      - Jack Cardiff – Amants et Fils (Sons and Lovers)
      - Alfred Hitchcock – Psychose (Psycho)
      - Vincente Minnelli – Un numéro du tonnerre (Bells Are Ringing)
      - Fred Zinnemann – Horizons sans frontières (The Sundowners)
- 1962 : Robert Wise et Jerome Robbins – West Side Story ♛
  - Marlon Brando – La Vengeance aux deux visages (One-Eyed Jacks)
  - Frank Capra – Milliardaire pour un jour (Pocketful of Miracles)
  - Jack Clayton – Les Innocents (The Innocents)
  - Peter Glenville – Été et Fumées (Summer and Smoke)
  - John Huston – Les Désaxés (The Misfits)
  - Elia Kazan – La Fièvre dans le sang (Splendor in the Grass)
  - Henry Koster – Au rythme des tambours fleuris (Flower Drum Song)
  - Philip Leacock – Hand in Hand (en)
  - Mervyn LeRoy – Le Gentleman en kimono (A Majority of One)
  - Joshua Logan – Fanny
  - Anthony Mann – Le Cid (El Cid)
  - Robert Mulligan – Le Roi des imposteurs (The Great Impostor)
  - Daniel Petrie – Un raisin au soleil (A Raisin in the Sun)
  - Robert Stevenson – Monte là-d'ssus (The Absent-Minded Professor)
  - Peter Ustinov – Romanoff et Juliette (Romanoff and Juliet)
  - William Wyler – La Rumeur (The Children's Hour)
    - Films finalistes :
      - Blake Edwards – Diamants sur canapé (Breakfast at Tiffany's)
      - Stanley Kramer – Jugement à Nuremberg (Judgment at Nuremberg)
      - Robert Rossen – L'Arnaqueur (The Hustler)
      - J. Lee Thompson – Les Canons de Navarone (The Guns of Navarone)
- 1963 : David Lean – Lawrence d'Arabie (Lawrence of Arabia) ♛
  - Robert Aldrich – Qu'est-il arrivé à Baby Jane ? (What Ever Happened to Baby Jane?)
  - Morton DaCosta – The Music Man
  - Lewis Milestone – Les Révoltés du Bounty (Mutiny on the Bounty)
  - Robert Mulligan – Du silence et des ombres (To Kill a Mockingbird)
  - Ralph Nelson – Requiem pour un champion (Requiem for a Heavyweight)
  - Arthur Penn – Miracle en Alabama (The Miracle Worker)
  - Tony Richardson – Un goût de miel (A Taste of Honey)
    - Films finalistes :
      - John Frankenheimer – Un crime dans la tête (The Manchurian Candidate)
      - Pietro Germi – Divorce à l'italienne (Divorzio all'italiana)
      - John Huston – Freud, passions secrètes (Freud)
      - Stanley Kubrick – Lolita
      - Sidney Lumet – Long voyage vers la nuit (Long Day's Journey Into Night)
      - Andrew Marton – Le Jour le plus long (The Longest Day)
      - Peter Ustinov – Billy Budd
- 1964 : Tony Richardson – Tom Jones ♛
  - Federico Fellini – Huit et demi (Otto e mezzo)
  - Elia Kazan – America, America
  - Ralph Nelson – Le Lys des champs (Lilies of the Field)
  - Martin Ritt – Le Plus Sauvage d'entre tous (Hud)
- 1965 : George Cukor – My Fair Lady ♛
  - Peter Glenville – Becket
  - John Huston – La Nuit de l'iguane (The Night of the Iguana)
  - Stanley Kubrick – Docteur Folamour (Dr. Strangelove or: How I Learned to Stop Worrying and Love the Bomb)
  - Robert Stevenson – Mary Poppins
- 1966 : Robert Wise – La Mélodie du bonheur (The Sound of Music) ♛
  - Sidney J. Furie – Ipcress, danger immédiat (The Ipcress File)
  - Sidney Lumet – Le Prêteur sur gages (The Pawnbroker)
  - John Schlesinger – Darling
  - Elliot Silverstein – Cat Ballou
- 1967 : Fred Zinnemann – Un homme pour l'éternité (A Man for All Seasons) ♛
  - Richard Brooks – Les Professionnels (The Professionals)
  - John Frankenheimer – Grand Prix
  - Lewis Gilbert – Alfie le dragueur (Alfie)
  - James Hill – Vivre libre (Born Free)
  - Norman Jewison – Les Russes arrivent (The Russians Are Coming, the Russians Are Coming)
  - Claude Lelouch – Un homme et une femme
  - Silvio Narizzano – Georgy Girl
  - Mike Nichols – Qui a peur de Virginia Woolf ? (Who's Afraid of Virginia Woolf?)
  - Robert Wise – La Canonnière du Yang-Tse (The Sand Pebbles)
- 1968 : Mike Nichols – Le Lauréat (The Graduate) ♛
  - Robert Aldrich – Les Douze Salopards (The Dirty Dozen)
  - James Clavell – Les Anges aux poings serrés (To Sir, with Love)
  - Stanley Donen – Voyage à deux (Two for the Road)
  - Stuart Rosenberg – Luke la main froide (Cool Hand Luke)
  - Joseph Strick – Ulysses
    - Films finalistes :
      - Richard Brooks – De sang-froid (In Cold Blood)
      - Norman Jewison – Dans la chaleur de la nuit (In the Heat of the Night)
      - Stanley Kramer – Devine qui vient dîner ? (Guess Who's Coming to Dinner)
      - Arthur Penn – Bonnie et Clyde (Bonnie and Clyde)
- 1969 : Anthony Harvey – Le Lion en hiver (The Lion in Winter)
  - Paul Almond – Isabel
  - Jiří Menzel – Trains étroitement surveillés (Ostře sledované vlaky)
  - Roman Polanski – Rosemary's Baby
  - Carol Reed – Oliver ! (Oliver!)[1] ♛
  - Gene Saks – Drôle de couple (The Odd Couple)
  - Franco Zeffirelli – Roméo et Juliette (Romeo and Juliet)
    - Films finalistes :
      - Stanley Kubrick – 2001, l'Odyssée de l'espace (2001: A Space Odyssey)
      - Paul Newman – Rachel, Rachel
      - William Wyler – Funny Girl

### Années 1970
- 1970 : John Schlesinger – Macadam Cowboy (Midnight Cowboy) ♛
  - Richard Attenborough – Ah Dieu ! Que la guerre est jolie (Oh! What a Lovely War)
  - Gene Kelly – Hello, Dolly!
  - Sam Peckinpah – La Horde sauvage (The Wild Bunch)
  - Larry Peerce – Goodbye Columbus (Goodbye, Columbus)
  - Haskell Wexler – Medium Cool
    - Films finalistes :
      - Costa Gavras – Z
      - George Roy Hill – Butch Cassidy et le Kid (Butch Cassidy and the Sundance Kid)
      - Dennis Hopper – Easy Rider
      - Sydney Pollack – On achève bien les chevaux (They Shoot Horses, Don't They?)
- 1971 : Franklin J. Schaffner – Patton ♛
  - Robert Altman – M*A*S*H
  - Arthur Hiller – Love Story
  - David Lean – La Fille de Ryan (Ryan's Daughter)
  - Bob Rafelson – Cinq pièces faciles (Five Easy Pieces)
- 1972 : William Friedkin – French Connection (The French Connection) ♛
  - Peter Bogdanovich – La Dernière Séance (The Last Picture Show)
  - Stanley Kubrick – Orange mécanique (A Clockwork Orange)
  - Robert Mulligan – Un été 42 (Summer of '42)
  - John Schlesinger – Un dimanche comme les autres (Sunday Bloody Sunday)
- 1973 : Francis Ford Coppola – Le Parrain (The Godfather)
  - John Boorman – Délivrance (Deliverance)
  - Bob Fosse – Cabaret ♛
  - George Roy Hill – Abattoir 5 (Slaughterhouse-Five)
  - Martin Ritt – Sounder
- 1974 : George Roy Hill – L'Arnaque (The Sting) ♛
  - Bernardo Bertolucci – Le Dernier Tango à Paris (Ultimo tango a Parigi)
  - William Friedkin – L'Exorciste (The Exorcist)
  - George Lucas – American Graffiti
  - Sidney Lumet – Serpico
- 1975 : Francis Ford Coppola – Le Parrain 2 (The Godfather Part II) ♛
  - Francis Ford Coppola – Conversation secrète (The Conversation)
  - Bob Fosse – Lenny
  - Sidney Lumet – Le Crime de l'Orient-Express (Murder on the Orient Express)
  - Roman Polanski – Chinatown
- 1976 : Miloš Forman – Vol au-dessus d'un nid de coucou (One Flew Over the Cuckoo's Nest) ♛
  - Robert Altman – Nashville
  - Stanley Kubrick – Barry Lyndon
  - Sidney Lumet – Un après-midi de chien (Dog Day Afternoon)
  - Steven Spielberg – Les Dents de la mer (Jaws)
- 1977 : John G. Avildsen – Rocky ♛
  - Sidney Lumet – Network : Main basse sur la télévision (Network)
  - Alan J. Pakula – Les Hommes du président (All the President's Men)
  - Martin Scorsese – Taxi Driver
  - Lina Wertmüller – Pasqualino (Pasqualino Settebellezze)
- 1978 : Woody Allen – Annie Hall ♛
  - George Lucas – Star Wars
  - Herbert Ross – Le Tournant de la vie (The Turning Point)
  - Steven Spielberg – Rencontres du troisième type (Close Encounters of the Third Kind)
  - Fred Zinnemann – Julia
- 1979 : Michael Cimino – Voyage au bout de l'enfer (The Deer Hunter) ♛
  - Hal Ashby – Le Retour (Coming Home)
  - Warren Beatty et Buck Henry – Le ciel peut attendre (Heaven Can Wait)
  - Paul Mazursky – Une femme libre (An Unmarried Woman)
  - Alan Parker – Midnight Express

### Années 1980
- 1980 : Robert Benton – Kramer contre Kramer (Kramer vs. Kramer) ♛
  - Woody Allen – Manhattan
  - James Bridges – Le Syndrome chinois (The China Syndrome)
  - Francis Ford Coppola – Apocalypse Now
  - Peter Yates – La Bande des quatre (Breaking Away)
- 1981 : Robert Redford – Des gens comme les autres (Ordinary People) ♛
  - Michael Apted – Nashville Lady (Coal Miner's Daughter)
  - David Lynch – Elephant Man (The Elephant Man)
  - Richard Rush – Le Diable en boîte (The Stunt Man)
  - Martin Scorsese – Raging Bull
- 1982 : Warren Beatty – Reds ♛
  - Hugh Hudson – Les Chariots de feu (Chariots of Fire)
  - Louis Malle – Atlantic City
  - Mark Rydell – La Maison du lac (On Golden Pond)
  - Steven Spielberg – Les Aventuriers de l'arche perdue (Raiders of the Lost Ark)
- 1983 : Richard Attenborough – Gandhi ♛
  - Taylor Hackford – Officier et Gentleman (An Officer and a Gentleman)
  - Wolfgang Petersen – Das Boot
  - Sydney Pollack – Tootsie
  - Steven Spielberg – E.T. l'extra-terrestre (E.T. the Extra-Terrestrial)
- 1984 : James L. Brooks – Tendres Passions (Terms of Endearment) ♛
  - Bruce Beresford – Tendre Bonheur (Tender Mercies)
  - Ingmar Bergman – Fanny et Alexandre (Fanny och Alexander)
  - Lawrence Kasdan – Les Copains d'abord (The Big Chill)
  - Philip Kaufman – L'Étoffe des héros (The Right Stuff)
- 1985 : Miloš Forman – Amadeus ♛
  - Robert Benton – Les Saisons du cœur (Places in the Heart)
  - Norman Jewison – A Soldier's Story
  - Roland Joffé – La Déchirure (The Killing Fields)
  - David Lean – La Route des Indes (A Passage to India)
- 1986 : Steven Spielberg – La Couleur pourpre (The Color Purple)
  - Ron Howard – Cocoon
  - John Huston – L'Honneur des Prizzi (Prizzi's Honor)
  - Sydney Pollack – Out of Africa ♛
  - Peter Weir – Witness
- 1987 : Oliver Stone – Platoon ♛
  - Woody Allen – Hannah et ses sœurs (Hannah and Her Sisters)
  - Randa Haines – Les Enfants du silence (Children of a Lesser God)
  - James Ivory – Chambre avec vue (A Room with a View)
  - Rob Reiner – Stand by Me
- 1988 : Bernardo Bertolucci – Le Dernier Empereur (The Last Emperor) ♛
  - James L. Brooks – Broadcast News
  - Lasse Hallström – Ma vie de chien (Mitt liv som hund)
  - Adrian Lyne – Liaison fatale (Fatal Attraction)
  - Steven Spielberg – Empire du soleil (Empire of the Sun)
- 1989 : Barry Levinson – Rain Man ♛
  - Charles Crichton – Un poisson nommé Wanda (A Fish Called Wanda)
  - Mike Nichols – Working Girl
  - Alan Parker – Mississippi Burning
  - Robert Zemeckis – Qui veut la peau de Roger Rabbit (Who Framed Roger Rabbit)

### Années 1990
- 1990 : Oliver Stone – Né un 4 juillet (Born on the Fourth of July) ♛
  - Woody Allen – Crimes et Délits (Crimes and Misdemeanors)
  - Rob Reiner – Quand Harry rencontre Sally (When Harry Met Sally...)
  - Phil Alden Robinson – Jusqu'au bout du rêve (Field of Dreams)
  - Peter Weir – Le Cercle des poètes disparus (Dead Poets Society)
- 1991 : Kevin Costner – Danse avec les loups (Dances with Wolves) ♛
  - Barry Levinson – Avalon
  - Giuseppe Tornatore – Cinema Paradiso (Nuovo cinema Paradiso)
  - Francis Ford Coppola – Le Parrain 3 (The Godfather Part III)
  - Martin Scorsese – Les Affranchis (Goodfellas)
- 1992 : Jonathan Demme – Le Silence des agneaux (The Silence of the Lambs) ♛
  - Barry Levinson – Bugsy
  - Oliver Stone – JFK
  - Barbra Streisand – Le Prince des marées (The Prince of Tides)
  - Ridley Scott – Thelma et Louise (Thelma and Louise)
- 1993 : Clint Eastwood – Impitoyable (Unforgiven) ♛
  - Robert Altman – The Player
  - James Ivory – Retour à Howards End (Howards End)
  - Neil Jordan – The Crying Game
  - Rob Reiner – Des hommes d'honneur (A Few Good Men)
- 1994 : Steven Spielberg – La Liste de Schindler (Schindler's List) ♛
  - Jane Campion – La Leçon de piano (The Piano)
  - Andrew Davis – Le Fugitif (The Fugitive)
  - James Ivory – Les Vestiges du jour (The Remains of the Day)
  - Martin Scorsese – Le Temps de l'innocence (The Age of Innocence)
- 1995 : Robert Zemeckis – Forrest Gump ♛
  - Frank Darabont – Les Vestiges du jour (The Shawshank Redemption)
  - Mike Newell – Quatre mariages et un enterrement (Four Weddings and a Funeral)
  - Robert Redford – Quiz Show
  - Quentin Tarantino – Pulp Fiction
- 1996 : Ron Howard – Apollo 13
  - Mike Figgis – Leaving Las Vegas
  - Mel Gibson – Braveheart ♛
  - Ang Lee – Raison et Sentiments (Sense and Sensibility)
  - Michael Radford – Le Facteur (Il Postino)
- 1997 : Anthony Minghella – Le Patient anglais (The English Patient) ♛
  - Joel Coen – Fargo
  - Cameron Crowe – Jerry Maguire
  - Mike Leigh – Secrets et Mensonges (Secrets and Lies)
  - Scott Hicks – Shine
- 1998 : James Cameron – Titanic ♛
  - Steven Spielberg – Amistad
  - James L. Brooks – Pour le pire et pour le meilleur (As Good as It Gets)
  - Gus Van Sant – Will Hunting (Good Will Hunting)
  - Curtis Hanson – L.A. Confidential
- 1999 : Steven Spielberg – Il faut sauver le soldat Ryan (Saving Private Ryan) ♛
  - Roberto Benigni – La vie est belle (La Vita è bella)
  - John Madden – Shakespeare in Love
  - Terrence Malick – La Ligne rouge (The Thin Red Line)
  - Peter Weir – The Truman Show

### Années 2000
- 2000 : Sam Mendes – American Beauty ♛
  - Frank Darabont – La Ligne verte (The Green Mile)
  - Spike Jonze – Dans la peau de John Malkovich (Being John Malkovich)
  - Michael Mann – Révélations (The Insider)
  - M. Night Shyamalan – Sixième Sens (The Sixth Sense)
- 2001 : Ang Lee – Tigre et Dragon (臥虎藏龍, Wò Hǔ Cáng Lóng)
  - Cameron Crowe – Presque célèbre (Almost Famous)
  - Ridley Scott – Gladiator
  - Steven Soderbergh – Erin Brockovich, seule contre tous (Erin Brockovich)
  - Steven Soderbergh – Traffic ♛
- 2002 : Ron Howard – Un homme d'exception (A Beautiful Mind) ♛
  - Peter Jackson – Le Seigneur des anneaux : La Communauté de l'anneau (The Lord of the Rings: The Fellowship of the Ring)
  - Baz Luhrmann – Moulin Rouge (Moulin rouge!)
  - Christopher Nolan – Memento
  - Ridley Scott – La Chute du faucon noir (Black Hawk Down)
- 2003 : Rob Marshall – Chicago
  - Stephen Daldry – The Hours
  - Peter Jackson – Le Seigneur des anneaux : Les Deux Tours (The Lord of the Rings: The Two Towers)
  - Roman Polanski – Le Pianiste ♛
  - Martin Scorsese – Gangs of New York (The Gangs of New York)
- 2004 : Peter Jackson – Le Seigneur des anneaux : Le Retour du roi (The Lord of the Rings: The Return of the King) ♛
  - Sofia Coppola – Lost in Translation
  - Clint Eastwood – Mystic River
  - Gary Ross – Seabiscuit
  - Peter Weir – Master and Commander : De l'autre côté du monde (Master and Commander: The Far Side of the World)
- 2005 : Clint Eastwood – Million Dollar Baby ♛
  - Marc Forster – Neverland (Finding Neverland)
  - Taylor Hackford – Ray
  - Alexander Payne – Sideways
  - Martin Scorsese – Aviator (The Aviator)
- 2006 : Ang Lee – Le Secret de Brokeback Mountain (Brokeback Mountain) ♛
  - Bennett Miller – Truman Capote (Capote)
  - Paul Haggis – Collision (Crash)
  - George Clooney – Good Night and Good Luck (Good Night, and Good Luck)
  - Steven Spielberg – Munich
- 2007 : Martin Scorsese – Les Infiltrés (The Departed) ♛
  - Bill Condon – Dreamgirls
  - Jonathan Dayton et Valerie Faris – Little Miss Sunshine
  - Stephen Frears – The Queen
  - Alejandro González Iñárritu – Babel
- 2008 : Joel et Ethan Coen – No Country for Old Men ♛
  - Sean Penn – Into the Wild
  - Tony Gilroy – Michael Clayton
  - Julian Schnabel – Le Scaphandre et le Papillon
  - Paul Thomas Anderson – There Will Be Blood
- 2009 : Danny Boyle – Slumdog Millionaire♛
  - David Fincher – L'Étrange Histoire de Benjamin Button (The Curious Case of Benjamin Button)
  - Ron Howard – Frost/Nixon
  - Christopher Nolan – The Dark Knight : Le Chevalier noir (The Dark Knight)
  - Gus Van Sant – Harvey Milk (Milk)

### Années 2010
- 2010 : Kathryn Bigelow – Démineurs (The Hurt Locker) ♛
  - James Cameron – Avatar
  - Lee Daniels – Precious
  - Jason Reitman – In the Air (Up in the Air)
  - Quentin Tarantino – Inglourious Basterds
- 2011 : Tom Hooper – Le Discours d'un roi (The King's Speech) ♛
  - Darren Aronofsky – Black Swan
  - David Fincher – The Social Network
  - Christopher Nolan – Inception
  - David O. Russell – Fighter (The Fighter)
- 2012 : Michel Hazanavicius – The Artist ♛
  - Woody Allen – Minuit à Paris (Midnight in Paris)
  - David Fincher – Millénium : Les Hommes qui n'aimaient pas les femmes (The Girl with the Dragon Tattoo)
  - Alexander Payne – The Descendants
  - Martin Scorsese – Hugo Cabret (Hugo)
- 2013 : Ben Affleck – Argo
  - Kathryn Bigelow – Zero Dark Thirty
  - Tom Hooper – Les Misérables
  - Ang Lee – L'Odyssée de Pi (Life of Pi) ♛
  - Steven Spielberg – Lincoln
- 2014 : Alfonso Cuarón – Gravity ♛
  - Steve McQueen – 12 Years a Slave
  - David O. Russell – American Bluff (American Hustle)
  - Paul Greengrass – Capitaine Phillips (Captain Phillips)
  - Martin Scorsese – Le Loup de Wall Street (The Wolf of Wall Street)
- 2015 : Alejandro G. Iñárritu – Birdman (Birdman or (The Unexpected Virtue of Ignorance)) ♛
  - Wes Anderson – The Grand Budapest Hotel
  - Clint Eastwood – American Sniper
  - Richard Linklater – Boyhood
  - Morten Tyldum – Imitation Game (The Imitation Game)
- 2016 : Alejandro G. Iñárritu – The Revenant ♛
  - Adam McKay – The Big Short : Le Casse du siècle (The Big Short)
  - George Miller – Mad Max: Fury Road
  - Ridley Scott – Seul sur Mars (The Martian)
  - Tom McCarthy – Spotlight